# Les Deux Orphelines (film, 1942)
Pour les articles homonymes, voir Les Deux Orphelines.

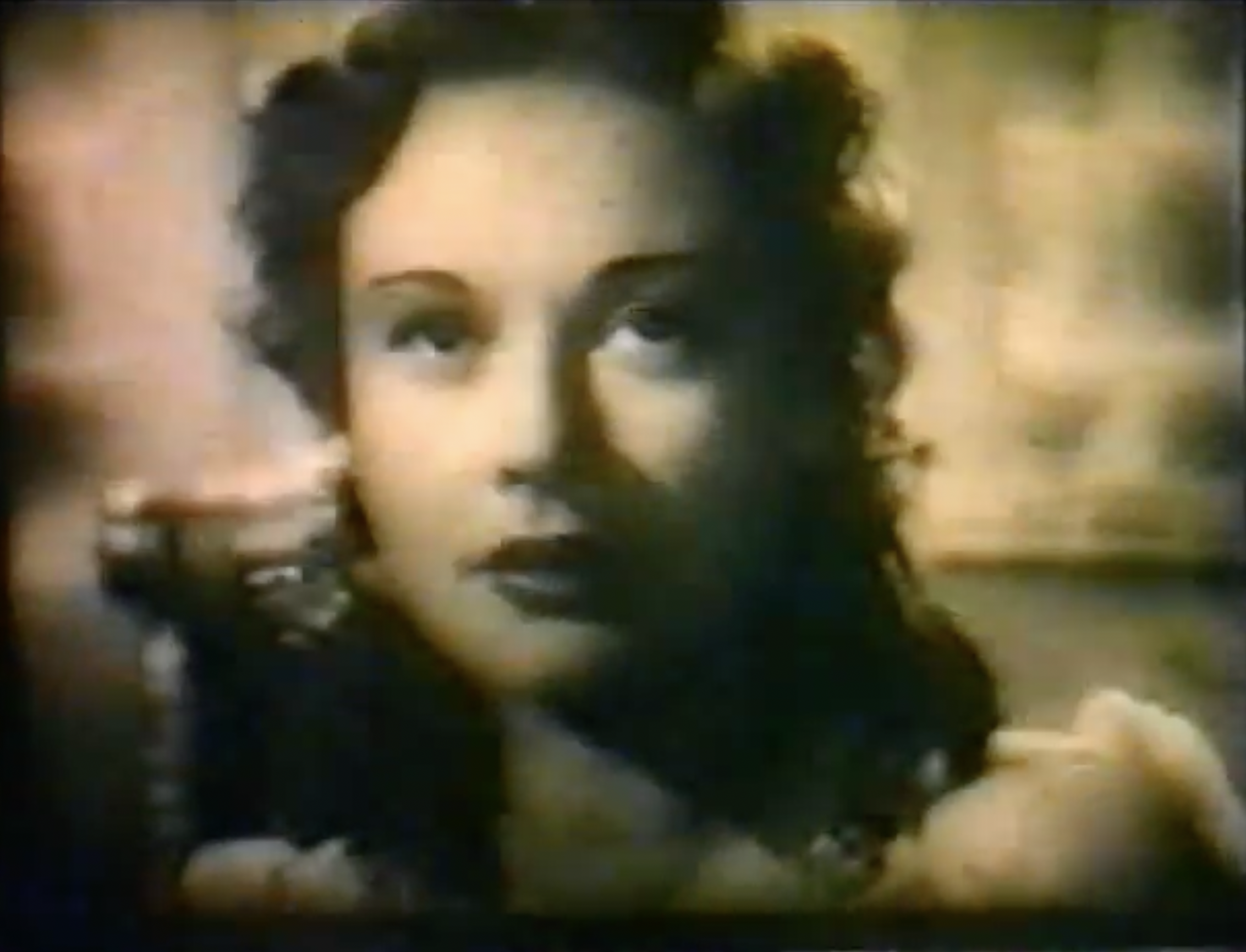
María Denis (Luisa) dans l'une des scènes du film italien Les deux orphelines (1942)

Les Deux orphelines (Le due orfanelle) est un film italien réalisé par Carmine Gallone sorti en 1942, d'après le roman éponyme d'Adolphe d'Ennery et Eugène Cormon.

## Synopsis
Au XVIIIe siècle, peu avant la Révolution française, l’orpheline Henriette Gérard accompagne Louise, sa sœur adoptive aveugle, à Paris. Les deux jeunes filles espèrent bien trouver un médecin qui guérira Louise de sa cécité. Hélas, Henriette est enlevée par le marquis de Presles, un roué qui a décidé d'en faire son jouet. Louise n'a pas plus de chance que sa sœur : livrée à elle-même, elle tombe dans les mains de la Frochard, une mégère alcoolique qui ne cessera de l'humilier et de la tourmenter pour la forcer à mendier sous la neige et à vivre dans un indescriptible taudis. Tout paraît s'arranger avec l'intervention du chevalier de Vaudrey et de la comtesse de Linières.

## Fiche technique
- Réalisation : Carmine Gallone
- Scénario : Guido Cantini, d'après le roman et la pièce de théâtre, Les Deux Orphelines d’Adolphe d'Ennery et Eugène Cormon
- Photographie : Anchise Brizzi
- Producteur : Federico Curioni, Carmine Gallone
- Musique originale : Renzo Rossellini
- Genre : Film dramatique
- Date de sortie : 16 août 1942
- Affiche : Bernard Lancy (France)

## Distribution
- Alida Valli : Enrichetta
- María Denis : Luisa
- Osvaldo Valenti : Pietro
- Roberto Villa : Ruggero de Vaudray
- Otello Toso : Giacomo
- Gilda Marchiò : Madame Frochard
- Germana Paolieri : Marianna
- Memo Benassi : Il conte di Linières
- Tina Lattanzi : La contessa Diana di Linières
- Enrico Glori : Il marchese di Presle
- Guido Celano : Monsieur Gérard
- Pio Campa : Marais
- Adele Garavaglia : Suor Genoveffa
- Umberto Spadaro : Il custode della stazione
- Giuseppe Varni : Picard, il cameriere
- Ruggero Capodaglio
- Marisa Dianora
- Edvige Elisabeth
- Giulio Panicali
- Luigi Pavese
- Aldo Silvani
- Edda Soligo
- Aris Valeri